# Kabupaten Mamuju Tengah
Kabupaten Mamuju Tengah (engelska: Mamuju Regency) är ett kabupaten i Indonesien.   Det ligger i provinsen Sulawesi Barat, i den centrala delen av landet, 1 400 km öster om huvudstaden Jakarta.